# 吳國禎 (萬曆進士)
吴国祯（？—？），號典南，直隶真定府真定縣人。

## 生平
万历四十六年（1618年）戊午科顺天乡试举人，四十七年（1619年）联捷己未科進士，吏部觀政，授刑部主事，本年調工部主事，天啓三年升员外郎，六年升郎中，七年升河南府知府，崇祯三年升参议，四年考察，降山东临清州知州。